# Яуниба (футбольный клуб, Рига)
ФК «Яуниба» (латыш. FK Jaunība) — латвийский футбольный клуб из Риги.
С января 2007 года клуб сменил название «Олимп» на «Яуниба».

## Названия
- «Олимп» (2006)
- «Яуниба/Parex» (2007)
- «Яуниба» (2008—2010)

## Результаты выступлений
| Сезон | Лига        | Место | И                   | В                   | Н                   | П                   | Голы                | О                   |  | Кубок         |
| ----- | ----------- | ----- | ------------------- | ------------------- | ------------------- | ------------------- | ------------------- | ------------------- |  | ------------- |
| 2006  | Вторая лига | 1     | 18                  | 13                  | 3                   | 2                   | 73‒25               | 42                  |  | не участвовал |
| 2006  | Вторая лига | 2     | Поражение в финале. | Поражение в финале. | Поражение в финале. | Поражение в финале. | Поражение в финале. | Поражение в финале. |  | не участвовал |
| 2007  | Первая лига | 6     | 30                  | 16                  | 3                   | 11                  | 71‒51               | 51                  |  | 1/8 финала    |
| 2008  | Первая лига | 3     | 28                  | 19                  | 3                   | 6                   | 68‒28               | 60                  |  | не участвовал |
| 2009  | Первая лига | 2     | 26                  | 18                  | 6                   | 2                   | 59‒24               | 60                  |  | не участвовал |
| 2010  | Высшая лига | 10    | 27                  | 4                   | 4                   | 19                  | 16‒80               | 16                  |  | 1/8 финала    |

## Главный тренер
- Сергей Давыдов (2006 — 2010)

## Рекорды клуба
- Самая крупная победа: 11:0 («Даугава-90», 2006).
  - Самая крупная победа в Первой лиге: 8:0 («Абулс», 2008).
  - Самая крупная победа во Второй лиге: 11:0 («Даугава-90», 2006).
  - Самая крупная победа в Кубке Латвии: 5:1 («Каугури/ПБЛЦ», 2007).
- Наиболее крупное поражение: 0:9 («Олимп/РФШ», 2010).
  - Наиболее крупное поражение в Высшей лиге: 0:9 («Олимп/РФШ», 2010).
  - Наиболее крупное поражение в Первой лиге: 0:5 («Ауда», 2007).
  - Наиболее крупное поражение во Второй лиге: 0:5 («Виесулис», 2006).
  - Наиболее крупное поражение в Кубке Латвии: 0:7 («Сконто», 2007).